# Vipphoppspindel
Vipphoppspindel (Sitticus floricola) är en spindelart som först beskrevs av Carl Ludwig Koch 1837.  
Vipphoppspindel ingår i släktet Sitticus och familjen hoppspindlar. Arten är reproducerande i Sverige. Utöver nominatformen finns också underarten Sitticus floricola palustris.

## Bildgalleri

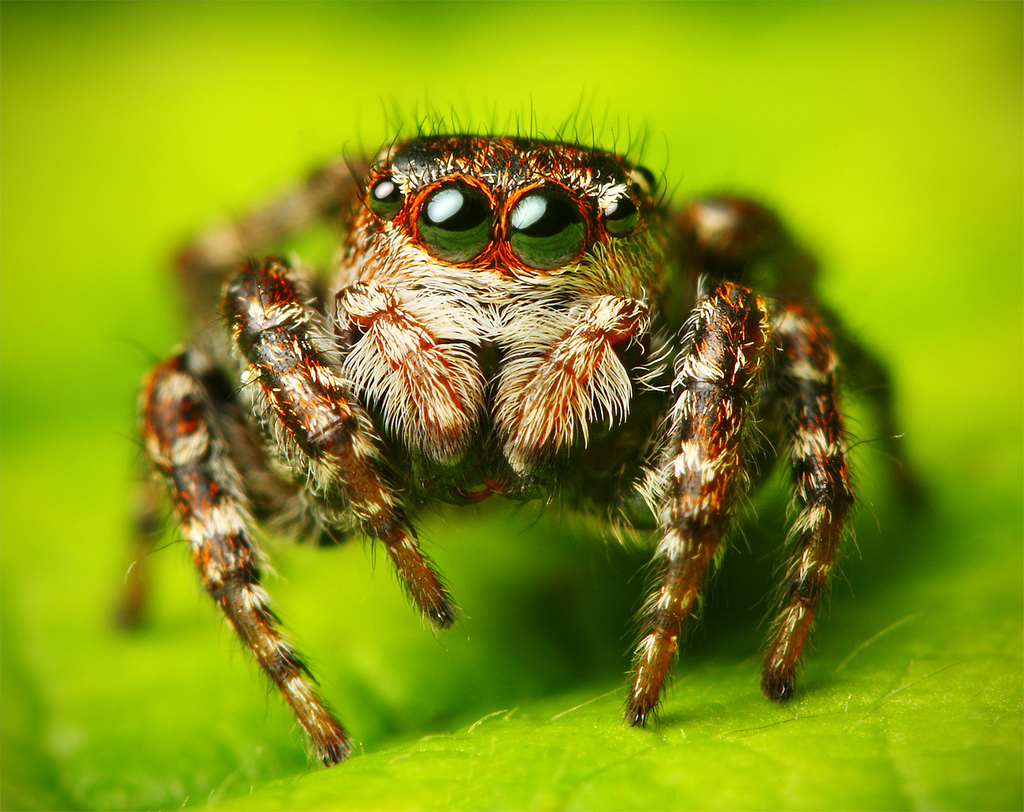
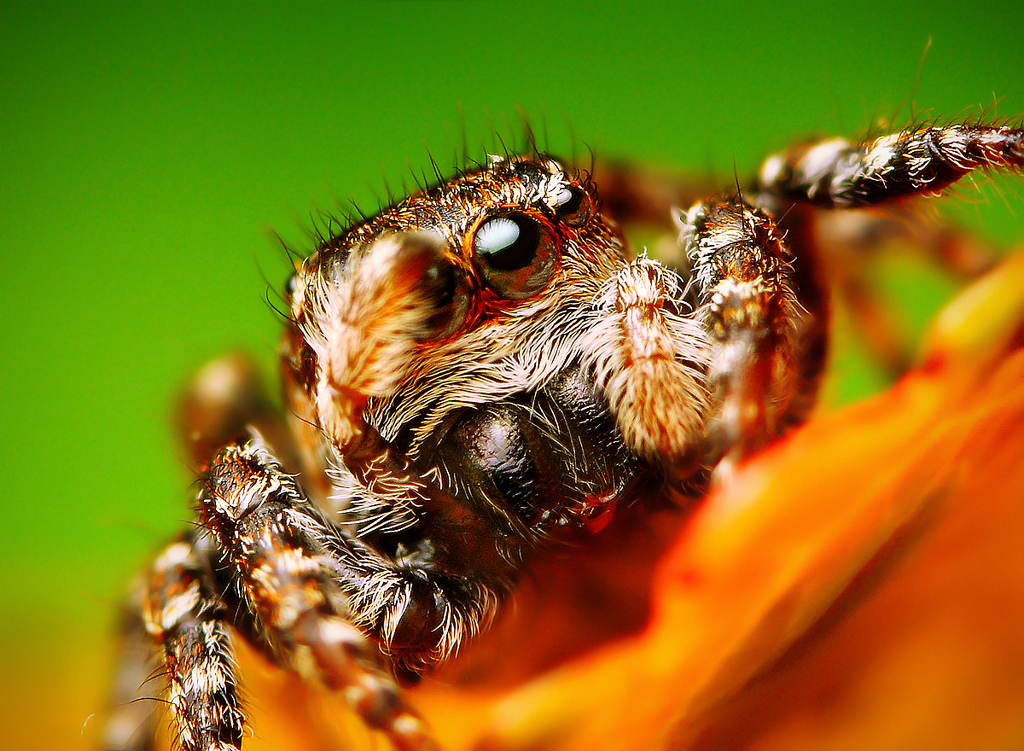